# 路易斯·阿里亚斯·格拉西亚尼
路易斯·阿方索·阿里亚斯·格拉西亚尼（西班牙語：Luis Alfonso Arias Graziani，1926年4月21日—2020年7月13日），秘鲁政治人物。前航空部长、商业部长。

## 生平
1926年生于安卡什大区永蓋。1948年毕业于秘鲁空军军官学校。曾任秘鲁驻美国大使馆随员。在胡安·贝拉斯科·阿尔瓦拉多时期，他是共和国总统咨询委员会委员。1970年负责安卡什大区震后重建工作。1973年至1974年，担任秘鲁空军干部部部长。
1974年10月，任商业部长。1975年8月，弗朗西斯科·莫拉莱斯·贝穆德斯发动政变成立军政府后，阿里亚斯保留商业部长职务。1975年11月底，率领秘鲁政府贸易代表团访华，与时任国务院副总理李先念、外贸部部长李强等会谈。
1978年8月，改任航空部长，一直任职至1980年7月军政府结束。1979年1月至10月，他还兼任秘鲁武装部队联合司令部主席。2001年，担任真相与和解委员会委员。同年8月，被总统亞歷杭德羅·托萊多任命为国防事务顾问。2020年7月13日因2019冠状病毒病逝世。